# Rocco Petrone
(Rocco Petrone)
Rocco Anthony Petrone (Amsterdam, 31 marzo 1926 – Palos Verdes Estates, 24 agosto 2006) è stato un ingegnere e ufficiale statunitense dell'Esercito degli Stati Uniti d'America.
Figlio di emigrati italiani, giunti in America dalla località lucana di Sasso di Castalda, Rocco Petrone è stato un pioniere della corsa allo spazio.
La sua carriera alla NASA fu «folgorante»: da giugno 1966 a settembre 1969 fu direttore delle operazioni di lancio allo John F. Kennedy Space Center della NASA, e dal 1969 fu direttore dell'intero Programma Apollo.
Dal 1973 al 1974 fu direttore del Marshall Space Flight Center della NASA, la terza persona chiamata a quella carica. Petrone fu anche il primo direttore di origini non tedesche.

## Biografia

### I primi anni

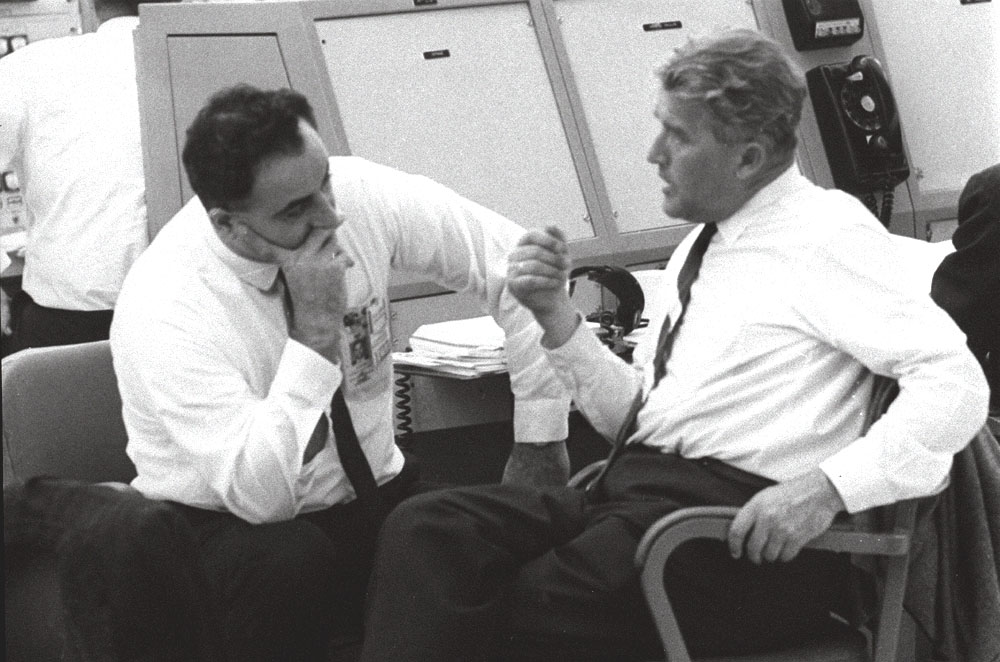
Rocco Petrone a colloquio con Wernher Von Braun, durante una pausa nei preparativi per il lancio dell'Apollo 1

Nacque ad Amsterdam, cittadina dello stato di New York, poco distante da Schenectady, dove si erano stabiliti i suoi genitori, due immigrati italiani provenienti da Sasso di Castalda, in Basilicata. Suo padre, operaio ferroviario, morì per un incidente sul lavoro lasciandolo orfano ancora bambino. Sua madre era operaia in una fabbrica di guanti e Rocco dovette darsi da fare per aiutare la famiglia effettuando consegne a domicilio di ghiaccio.
In seguito vinse un posto all'Accademia militare degli Stati Uniti a West Point. Dotato di un fisico imponente, nel 1945, mentre era in accademia, ricoprì il ruolo di defensive tackle nella squadra vincitrice del campionato nazionale di football. Laureatosi nel 1946, prestò servizio in Germania dal 1947 al 1950.
Dall'esercito statunitense si sarebbe congedato nel 1966, con il grado militare di tenente colonnello.
Ritornato dal servizio militare in Europa, proseguì gli studi iscrivendosi al Massachusetts Institute of Technology dove conseguì, nel 1951, il Master's degree in ingegneria meccanica a cui poi si aggiunse un honorary doctorate conferitogli dal Rollins College.
Durante i due decenni trascorsi nell'esercito statunitense, Petrone prese parte allo sviluppo del razzo Redstone, che fu il primo missile balistico degli Stati Uniti e anche il vettore utilizzato per lanciare nello spazio i primi astronauti americani, Alan Shepard e Gus Grissom, nella loro missione suborbitale.

### Esplorazione dello spazio

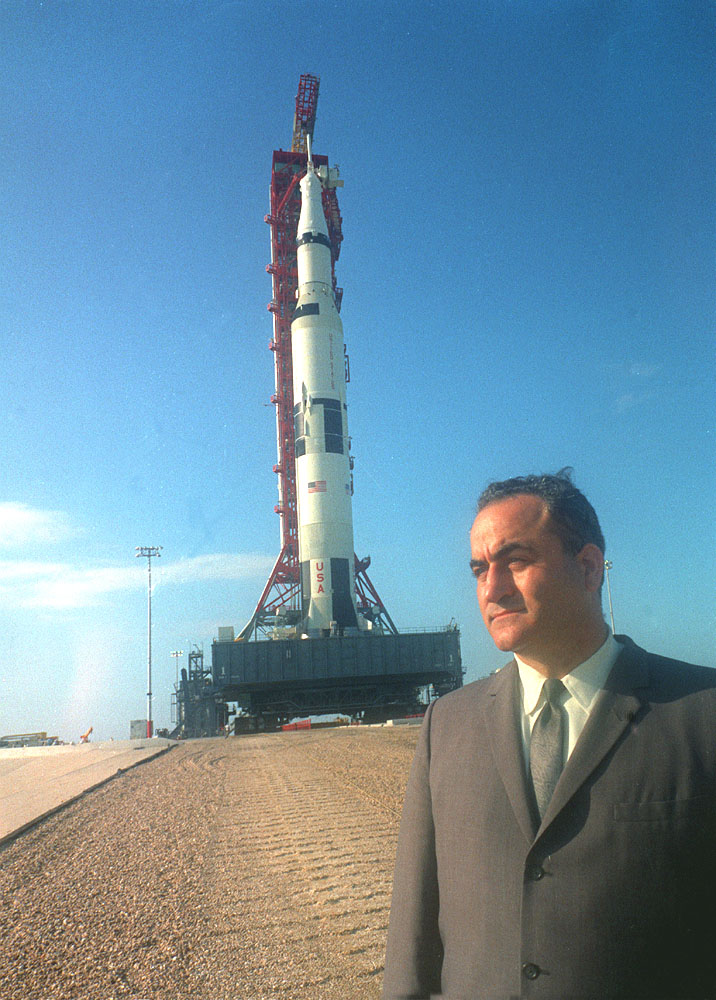
Rocco Petrone. Sullo sfondo, il Crawler-transporter sposta il Saturn V al Complesso di lancio 39

(Fonte: Generoso D'Agnese, op. cit., 2004)

#### Programma Apollo
Nel 1960, Petrone fu trasferito alla NASA, dove presiedette allo sviluppo del vettore Saturn V e alle relative operazioni di lancio, quelle vere e proprie "maratone di cinque mesi", come egli le ebbe a battezzare, che toccavano il loro culmine nel momento del lancio, ovvero poco prima che tutto giungesse a conclusione.
Sovrintese alla costruzione di ogni elemento per il lancio del programma Apollo, incluso il Complesso di lancio 39 del John Kennedy Space Center, il Vehicle Assembly Building (l'Edificio di assemblaggio dei veicoli) e il Crawler-transporter, lo speciale mezzo per lo spostamento dei razzi dall'assemblaggio alla rampa di lancio, tutte attrezzature utilizzate in seguito per le operazioni di lancio dello Space Shuttle.
Petrone era descritto dai suoi colleghi alla NASA come una persona molto esigente. Humboldt C. Mandell Jr., un manager in pensione del Lyndon Johnson Space Center, ricorda questo episodio significativo:
Si congedò dall'esercito nel 1966, ma continuò il suo lavoro nei siti della NASA, venendo promosso quello stesso anno all'incarico di "Direttore delle operazioni di lancio" del centro spaziale Kennedy.
Nel 1969, poco dopo il successo della missione Apollo 11, fu nominato direttore dell'intero Programma Apollo, succedendo nella carica al generale Samuel C. Phillips. Nel 1972 gli furono conferite ulteriori responsabilità quale direttore del programma NASA nel progetto sperimentale congiunto Apollo-Sojuz, tra Stati Uniti e Unione Sovietica.
L'anno dopo, durante l'odissea della missione Apollo 13, fu Rocco Petrone a mantenere i contatti con gli interlocutori politici che chiedevano informazioni su cosa stesse succedendo e su quali iniziative la Nasa intendesse adottare per mettere in salvo l'equipaggio.

#### Direttore delMarshall Space Flight Center
Petrone lavorò per un anno come amministratore del Marshall Space Flight Center, il primo direttore non tedesco dopo Wernher von Braun e Eberhard Rees. A quel tempo la NASA stava subendo drastici tagli alle dotazioni finanziarie, e il suo mandato fu contrassegnato da molti avvicendamenti o siluramenti. Nel 1974, Petrone lasciò il Centro Marshall per accettare l'assegnazione al terzo gradino nella gerarchia della NASA, quello di Associate Administrator.

## Dopo la NASA

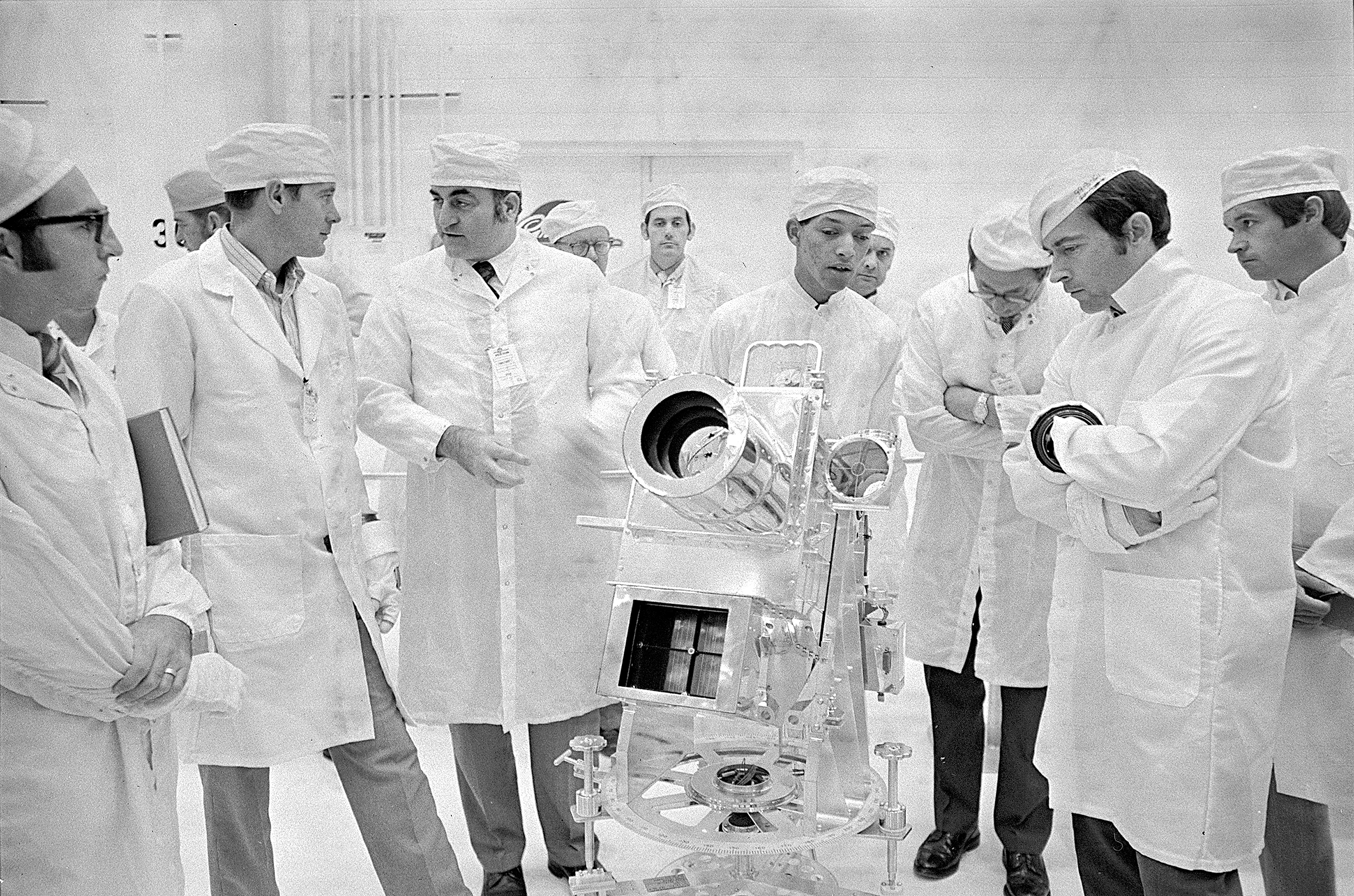
Rocco Petrone in camera bianca con lo scienziato George Carruthers durante l'illustrazione della Lunar Surface Ultraviolet Camera a John Young e Charles Duke, astronauti dell'Apollo 16

### Il National Center for Resource Recovery
Nel 1975, Petrone si congedò dalla NASA e divenne presidente e amministratore delegato del "National Center for Resource Recovery" ("Centro nazionale per il recupero di risorse"), un'iniziativa congiunta, tra industria e lavoratori, per incoraggiare e sviluppare metodologie per il recupero di materiali ed energia dai rifiuti solidi.

### L'era dello Space Shuttle
Negli anni ottanta, Petrone ricoprì incarichi di vertice alla Rockwell International, l'azienda aerospaziale responsabile della costruzione dello Space Shuttle.

#### Il disastro del Challenger
Prima della partenza dello Space Shuttle Challenger, nella missione STS-51-L del Programma Shuttle, egli consigliò di non effettuare il lancio. Era infatti preoccupato che le temperature glaciali della notte potessero aver danneggiato lo scudo termico del sistema di protezione dello Space Shuttle. Il lancio venne effettuato lo stesso, il 28 gennaio 1986, e si concluse con il famoso disastro, che determinò la morte di sette astronauti e uno stop al programma spaziale. L'incidente fu effettivamente dovuto alle temperature polari ma la causa intermedia dell'incidente del Challenger non fu quella indicata da Petrone: il freddo polare non danneggiò lo scudo termico ma causò l'irrigidimento degli o-ring elastici posti a giunzione e sigillo dei segmenti che costituivano gli stadi a propellente solido.

#### Morte
Rocco Petrone morì a Palos Verdes Estates, in California, all'età di 80 anni, il 24 agosto 2006, per complicanze legate al diabete mellito di cui soffriva, lasciando la moglie Ruth Holley e quattro figli.